# Milichiella pseudopuntiae
Milichiella pseudopuntiae är en tvåvingeart som beskrevs av Irina Brake, 2009. Milichiella pseudopuntiae ingår i släktet Milichiella och familjen sprickflugor. Inom Milichiella tillhör arten gruppen Aethiops.

## Utbredning
Utbredningsområdet täcker sydvästra USA och Mexiko. Holotypen är från Mexiko.

## Utseende
Milichiella pseudopuntiae har kroppslängden 2,3 mm och vingspannet varierar mellan 2,2−2,4 mm.

## Levnadssätt
Milichiella pseudopuntiae har blivit uppfödd på flera olika typer av kaktus, dessa inkluderar Opuntia occidentalis, Pachycereus, Blåbärskaktus och Echinocactus polycephalus.